# Хальтенко
Хальтенко (исп. Jaltenco)  —   город и муниципалитет в Мексике, входит в штат Мехико. Население 42 739 человек.

## История
Город основан в 1820 году .